# Tiburón, la venganza
Tiburón, la venganza (Jaws: The Revenge en inglés) es una película estadounidense producida por Universal Pictures en 1987. Fue dirigida por Joseph Sargent y protagonizada por Lorraine Gary, Lance Guest, Mario Van Peebles, Karen Young y Michael Caine. Es la cuarta y última entrega de la saga de Tiburón.
Al igual que su predecesora la película tuvo muy mala recepción por parte del público, siendo nominada a varios premios Razzie y calificada como una de las peores películas de la historia.

## Argumento
El jefe de policía de la isla Amity, Martin Brody, ha muerto de un ataque al corazón y su esposa, Ellen Brody, cree que fue por el trauma que  sentía a causa de los tiburones. Ellen ahora vive con su hijo más joven, Sean, y su novia, Tiffany. Sean trabaja como policía y es enviado para remover una boya pero es atacado por un gran tiburón blanco de ocho metros. El tiburón mata a Sean y hunde su barco.
Ellen cree que el tiburón (por venganza) mató intencionalmente a Sean. El hijo mayor de Ellen, Michael "Mike", su esposa, Carla, y su hija de 5 años de edad Thea, viajan a Amity para el entierro de Sean y animan a Ellen a ir a las islas Bahamas con ellos. En la isla, Ellen despreocupada, conoce a Hoagie, un piloto de avión, mientras que Mike, junto con los socios de su amigo Jake , William y Clarence, trabajan como biólogos marinos.
Unos días más tarde, se encuentran con el mismo tiburón que asesino a Sean. Jake está dispuesto a hacer una investigación sobre el tiburón, debido a que los grandes tiburones blancos apenas llegan a Las Bahamas ya que el agua está demasiado caliente. Ellen se vuelve tan obsesiva con el tiburón que comienza a tener pesadillas en las que es atacada y devorada por un tiburón. Entonces empieza a saber cuando el tiburón está cerca o está a punto de atacar. Ella y el tiburón tienen una extraña conexión inexplicable. Jake decide conectar un dispositivo al tiburón que puede rastrear a través de su latido del corazón. Usa una carnada para atraer al escualo y apuñala el dispositivo de seguimiento en el lado derecho del tiburón. Al día siguiente, Mike es perseguido por el tiburón y apenas logra escapar ileso.
Thea va en un barco de plátano inflable con una amiga, Margaret, mientras que Carla presenta su nueva escultura de arte, pero el tiburón vuelve y está a punto de atacar a Thea, pero el tiburón mata a la madre Margaret en su lugar. Thea y Carla quedan traumatizadas tras el ataque del escualo, Ellen decide utilizar el barco de Jake para perseguir al tiburón con la intención de matarlo con él fin de salvar al resto de su familia. Michael, luego de enterarse de lo sucedido, confiesa sobre lo del tiburón, lo que enfurece a Carla. Mike y Jake junto con Hoagie utilizan el avión para buscar a Ellen y encontrar al tiburón. Durante la búsqueda, Hoagie explica a Mike acerca del tiburón que mató a Sean y Martin, que busca venganza e ira después por el resto de su familia, cuando por fin encuentran a Ellen, Hoagie aterriza el avión en el agua y le ordena a Mike y Jake a nadar a la embarcación pero el tiburón aparece y arrastra el avión al agua con Hoagie adentro.
Afortunadamente logra escapar del tiburón. Jake utiliza un explosivo accionado por impulsos eléctricos, Jake va a la punta del barco y aparece el tiburón, el trata de meter el explosivo dentro de las fauces del tiburón, pero el escualo salta, dándole la oportunidad de devorar a Jake, pero Jake se las arregla para poner al explosivo en la boca del tiburón antes de que este logre devorarlo.
Mike sigue el plan original de Jake para matar al tiburón, así que a punta al escualo con la máquina que genera impulsos eléctricos, haciendo que el tiburón empiece a saltar fuera del agua, Ellen empieza a dirigir el velero con mucha ira hacia el tiburón mientras piensa en la muerte de Sean, el ataque del tiburón en Thea, y cuando su marido mató al primer tiburón. El barco empala al tiburón, causando su explosión, el cadáver del tiburón se hunde hasta el fondo del mar. Mike oye a Jake pidiendo ayuda, gravemente herido, pero vivo y consciente flotando en el agua, los cuatro sobreviven. Al final Ellen se va de regreso a la isla Amity con Hoagie y se despide de Michael, Carla y Thea.

### Final alternativo
En el final que estaba en la versión teatral original, Ellen embiste al tiburón con el barco de Jake y lo hiere mortalmente. Esto provoca que la embarcación se desarme y obliga a las personas en el barco a saltar para evitar ir abajo con él. Al público estadounidense no le gustó este final, por lo que fue editado. El tiburón consigue ser apuñalado con el barco que causó su explosión y con Jake a flote en el agua, herido, pero vivo y consciente. Este es el final que Universal utiliza en la versión doméstica y dejó a muchos espectadores confundidos.

## Reparto
| Actor              | Personaje            |
| ------------------ | -------------------- |
| Lorraine Gary      | Ellen Brody          |
| Lance Guest        | Michael "Mike" Brody |
| Mario Van Peebles  | Jake                 |
| Michael Caine      | Hoagie Newcombe      |
| Karen Young        | Carla Brody          |
| Judith Barsi       | Thea Brody           |
| Lynn Whitfield     | Louisa               |
| Mitchell Anderson  | Sean Brody           |
| Jay Mello          | Joven Sean Brody     |
| Cedric Scott       | Clarence             |
| Charles Bowleg     | William              |
| Melvin Van Peebles | Sr. Witherspoon      |
| Mary Smith         | Tiffany              |
| Edna Billotto      | Polly                |
| Romeo Farrington   | Romeo                |
| Roy Scheider       | Martin Brody         |

## DVD
Tiburón: La venganza fue la primera película de la saga en ser lanzada en DVD. La película fue lanzada en DVD el 3 de junio de 2003. En el 2015 fue relanzado para DVD como parte de un embalse múltiple junto con Tiburón 2 Y Tiburón 3-D.
Tiburón: La venganza, al igual que Tiburón 2 y Tiburón 3-D, fue lanzado en Blu-ray el 14 de junio de 2016. La única característica del disco es el tráiler original de la película.

## Premios y nominaciones

### Premios Golden Raspberry de 1987
| Categoría               | Persona            | Resultado |
| ----------------------- | ------------------ | --------- |
| Peor película           | Universal Pictures | Nominada  |
| Peor actor              | Lance Guest        | Nominado  |
| Peor actriz             | Lorraine Gary      | Nominada  |
| Peor actor de reparto   | Michael Caine      | Nominado  |
| Peor director           | Joseph Sargent     | Nominado  |
| Peor guion              | Michael de Guzmán  | Nominado  |
| Peores efectos visuales | Henry Millar       | Ganador   |